# Apocalisse di Bamberga
L'Apocalisse di Bamberga (Biblioteca di Stato di Bamberga, Msc.Bibl.140) è un manoscritto riccamente miniato dell'XI secolo contenente il ciclo pittorico dell'Apocalisse e un lezionario evangelico dei libri delle pericopi. Questo manoscritto miniato medievale fu creato durante la dinastia ottoniana; non è noto se fu commissionato da Ottone III o da Enrico II il Santo. Fu completato tra il 1000 e il 1020. Esistono prove che nel 1020 Enrico II donò questo manoscritto miniato all'Abbazia Collegiata di Santo Stefano, in concomitanza con la sua inaugurazione. L'Apocalisse di Bamberga si trova ora nella Biblioteca di Stato di Bamberga.

## Storia

### Origine
La data di completamento è compresa tra il 1000 e il 1020. L'Apocalisse di Bamberga è stata creata nello scriptorium di Reichenau.

### Tema
Il tema di questo manoscritto miniato è l'Apocalisse ei commenti all'Apocalisse di Beato di Liébana.  Anche se nell'arte paleocristiana si trovano motivi apocalittici, non è noto alcun manoscritto apocalittico antecedente all'età carolingia. I manoscritti dell'Apocalisse furono generalmente realizzati in tre diversi periodi di tempo: carolingio, ottoniano e romanico. Nel periodo ottoniano, l’Apocalisse stava diventando un tema comune non solamente per le élite, ma anche per i credenti comuni che attendevano la fine del mondo come imminente.

### Patrocinatore
L’opera potrebbe essere stata commissionata da Ottone III , morto improvvisamente nel 1002, o da Enrico II che potrebbe averla trovata incompiuta nello scriptorium e averne ordinato il completamento.  Enrico II e la moglie Cunegonda donarono il manoscritto alla Collegiata di S. Stefano a Bamberga, costituito in quel periodo.

## Descrizione

### Materiali
Il manoscritto consta di 106 fogli ed è miniato con 57 miniature dorate e oltre 100 iniziali dorate. Le dimensioni di questo manoscritto miniato sono 29,5 x 20,5 cm. Nel 2003, insieme ad altri manoscritti ottoniani prodotti a Reichenau, è stato inserito nel Registro Internazionale della Memoria del mondo dell'UNESCO.

### Miniature

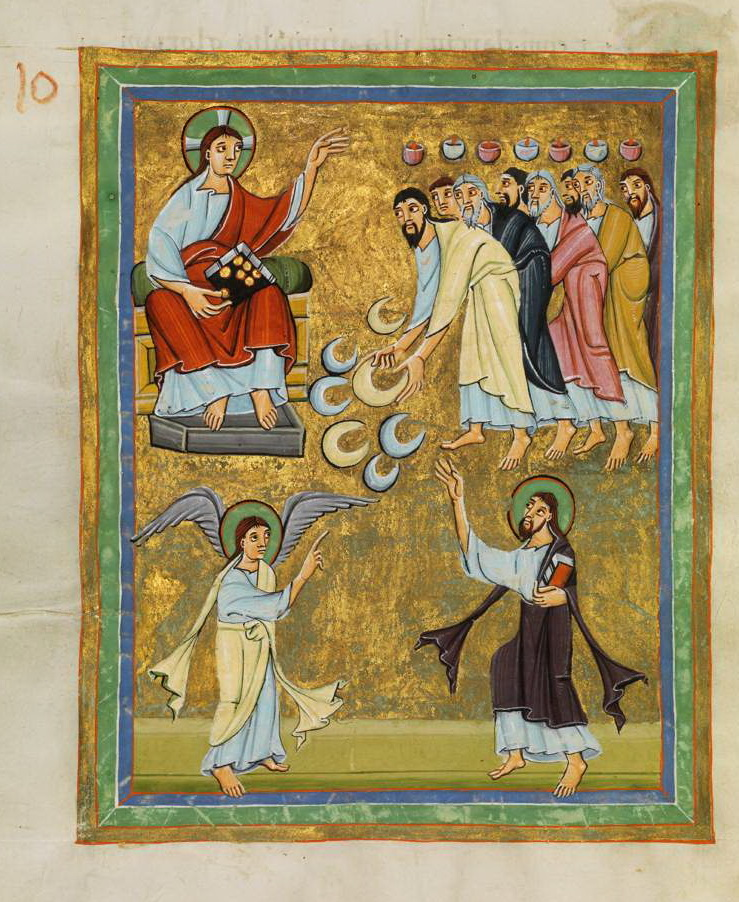
L’Apocalisse di Bamberga

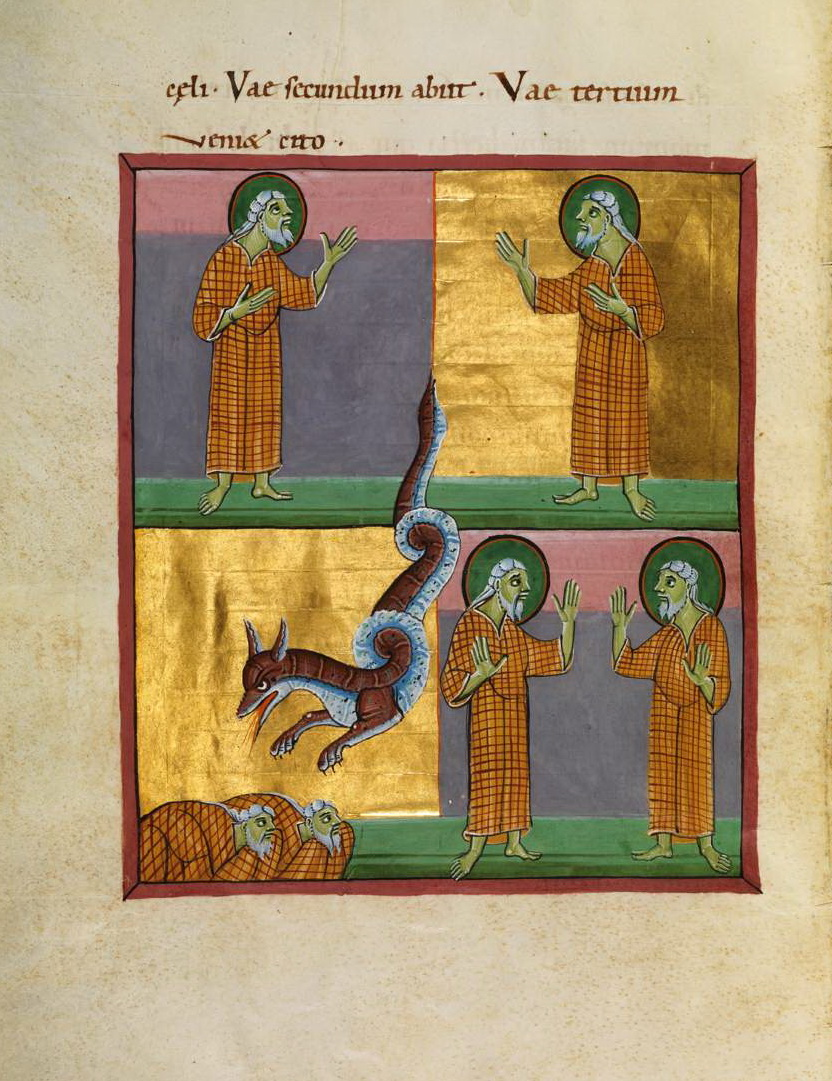
L’Apocalisse di Bamberga

Lo stile dell'Apocalisse di Bamberga è strettamente correlato ad altri manoscritti di Reichenau, tra cui le Libro della pericope di Enrico II e l’Evangeliario di Ottone III. 'Apocalisse di Bamberg ha attirato l'attenzione di molti studiosi per la sua ricchezza di immagini e testi, poiché contiene cinquanta miniature di varie dimensioni giustapposte a testi biblici. C'è una generosa quantità d'oro sullo sfondo con figure in pose performanti. Questo manoscritto è noto anche per i gesti usati nella descrizione figurativa, soprattutto nelle mani. L'iconografia utilizzata in questo manoscritto può essere fatta risalire all'influenza di Valenciennes.  Tuttavia, l'Apocalisse di Bamberga si contraddistingue per le sue rappresentazioni innovative del testo biblico. Ad esempio, questo manoscritto è accreditato come la prima rappresentazione sopravvissuta del Giudizio universale all'interno di un manoscritto. Nel foglio 27v dell'Apocalisse di Bamberga c'è la prima rappresentazione completa dell'Apocalisse 11 con una narrazione divisa in tre scene chiave: le figure in alto predicano mentre la Bestia attacca due testimoni che poi vengono resuscitati sul registro in basso a destra. tra. L'Apocalisse di Bamberga è l'unico manoscritto illustrato dell'Apocalisse appartenente all’arte ottoniana.